# Luis Cerqueira
Luis Cerqueira, né entre 1551 et 1552 à Vila de Alvito, Portugal et décédé le 16 février 1614 à Nagasaki, Japon, est un prêtre jésuite portugais, missionnaire en Extrême-Orient, et évêque de Nagasaki (Japon) à partir de 1594.

## Biographie
Luis Cerqueira entre dans la Compagnie de Jésus en 1566. Après sa formation il est envoyé à Rome comme secrétaire attaché au Supérieur Général de l'Ordre religieux. Il est de retour au Portugal en 1585 pour y enseigner la théologie à Coimbra et devenir socius (adjoint) du Provincial jésuite du Portugal.
En 1594 il apprend que, à la demande du Roi Philippe II, le Pape l'avait choisi comme évêque de Nagasaki au Japon. Son périple vers le Japon, en compagnie de Valentin Carvalho, commence par 4 années à Macao. Il n'arrivera de fait au Japon qu'en 1598 lorsque les persécutions antichrétienne au Japon se calmèrent un temps. Il sera évêque catholique de Nagasaki jusqu'à sa mort en 1614.
L'épiscopat de Luis Cerquiera correspond à l'apogée de l'Eglise catholique japonaise des débuts. Les conversions y étaient nombreuses et malgré l'hostilité grandissante des autorités japonaises l'Eglise pouvait exister librement, ordonner prêtres des Japonais, visiter les communautés chrétiennes, accueillir de nouveaux missionnaires.
Mort à Nagasaki le 16 février 1614 Mgr Luis Cerqueira ne connaitra pas la désastreuse expulsion de tous les missionnaires étrangers du pays, au cours de la même année 1614, qui marque le début de la "Grande Persécution".

## Ses écrits
En tant que professeur de théologie, Luis Cerqueira compose un certain nombre de traités dont un sur le rapport entre la grâce et la loi. On a gardé de lui un grand nombre d'écrits sur la situation de l'Eglise au Japon, une apologie pour le pape et le roi de la mission et un manuel sur la bonne pratique des sacrements avec un appendix en japonais.